# Phil Rudd
Phil Rudd, född Phillip Hugh Norman Witschke Rudzevecuis (Witschke är ett preussiskt efternamn och Rudzevecuis är en assimilering av det litauiska efternamnet Radzevičius) den 19 maj 1954 i Melbourne, är en australisk trumslagare i rockbandet AC/DC.

## AC/DC
Rudd anslöt till AC/DC i början av 1975 och debuterade på albumet T.N.T. som släpptes i slutet av samma år. Han medverkade därefter på albumen Dirty Deeds Done Dirt Cheap (1976), Let There Be Rock (1977), Powerage (1978), If You Want Blood You've Got It (1978), Highway to Hell (1979), Back in Black (1980), For Those About to Rock We Salute You (1981) och Flick of the Switch (1983).
Rudd lämnade AC/DC 1983 på grund av interna konflikter i bandet och flyttade till Tauranga i Nya Zeeland där han köpte en helikopterfirma och ägnade sig åt att producera mindre artister i sin egen studio. Skälen för brytningen med bandet var Rudds drogproblem och ett alltmer besvärligt humör. Kulmen påstods ha uppstått när han handgripligen ska ha gett sig på bandets grundare och "chef" Malcolm Young. Detta inträffade efter inspelningen av Flick of the Switch. Vissa teorier hävdar att Rudds medverkan under inspelningen inte var fullständig, medan den stora massan och professionella trumslagare menar att det faktiskt är Rudd som spelar på samtliga låtar. Rudd efterträddes i bandet av Simon Wright.
Rudd återkom till bandet 1994, några år efter det att han hade "jammat" ihop med bandet i samband med en spelning i Nya Zeeland 1991. Han efterträdde Chris Slade, som i sin tur hade efterträtt Simon Wright. Rudd medverkade därefter på albumen Ballbreaker (1995), Stiff Upper Lip (2000), Black Ice (2008), Live at River Plate (2012) och Rock or Bust (2014). Rudd kunde dock inte medverka på världsturnén efter albumet Rock or Bust eftersom han blivit åtalad för bland annat droginnehav i Nya Zeeland. Han ersattes av Chris Slade på denna turné.
I september 2020 bekräftade AC/DC att Rudd gjort en andra comeback i bandet och medverkat vid inspelningen av bandets nya album Power Up.
Rudd har under åren nästan uteslutande använt sig av det tyska trummärket Sonor, och effektivt marknadsfört dess logga i bakgrunden av gitarristen Angus Young. Han har mer eller mindre uteslutande använt sig av trummor med stora dimensioner, där exempelvis (på senare tid) hängpukan mätt 13"x13" - förmodligen på grund av kraften i slagen. På Black Ice-turnén valde Rudd att ersätta pukornas vita skinn med så kallat oljeskinn, vilket gav trummorna ett "plattare" ljud, men som även gav substans åt detsamma.

## Solo
2014 gav Rudd ut sitt första soloalbum, Head Job.

## Utrustning
Sonor designer series maple light shells (solid black):
13" x 13" hängpuka 16" x 18" golvpuka
18" x 18" golvpuka 22" x 18" bastrumma

## Privatliv
Rudd intresserar sig bland annat för bilar, flygning och skytte. Han öppnade 2011 en restaurang vid namn Phil's Place i hemstaden Tauranga.